# Antiguo Testamento
El Antiguo Testamento (AT) es la primera parte de la Biblia cristiana. La segunda parte de la Biblia cristiana es el Nuevo Testamento. El Antiguo Testamento se compone del Pentateuco, y otras series de libros históricos, sapienciales y proféticos. En total se enumeran en el Antiguo Testamento 39 libros en la versión protestante, 46 libros en la versión de la Iglesia católica y 51 libros en la de la Iglesia ortodoxa.
Los judíos dividen los libros del Tanaj en tres grupos distintos: Torá (la Ley), Neviim (los Profetas) y Ketuvim (los escritos o sapienciales).

## Judaísmo
El Tanaj, un acrónimo para Torá, Neviim y Ketuvim (Ley, Profetas y Escritos), de los judíos es adaptado en la religión cristiana como el Antiguo Testamento, añadiendo los católicos y algunos protestantes los libros Deuterocanónicos, no aprobados por los jajamim (sabios judíos). El Tanaj consiste en la Torá de Moisés, el único libro considerado como dictado y escrito por Dios mismo y entregado a Moisés en el Monte Sinaí; los Profetas, que son los libros que se consideran como inspirados por Revelación Profética; y los Escritos, que son una colección de escritos poéticos e históricos que se consideran inspirados por el Ruaj haKodesh (Inspiración Divina o, en el cristianismo, Espíritu Santo).
Puesto que Dios en su Torá manda no añadir ni quitar nada de la Torá de Moisés, toda escritura que viniese después es medida a la luz de la Torá. Así, los libros que menos se acoplan a la Torá son considerados menos inspirados y por tanto, menos importantes. Sin embargo, al contrario de la creencia común, no es por este motivo que el judaísmo no considera los Escritos de los discípulos de Jesús como inspiración Divina, si no porque Jesús no coincide con la descripción del Mesías del Tanaj, tanto físicamente como en los hechos históricos que ocurrieron en su vida, como por la época en que vivió, por tanto la Biblia judía solo se compone del Tanaj. Algunos grupos, entre ellos los judíos nazarenos y judíos mesiánicos consideran el llamado «Nuevo Testamento» como material importante de aprendizaje, al mismo nivel que el Zohar o el Talmud, pero nunca al mismo nivel que la Torá de Moisés, la cual es considerada «Ley perfecta» (Sal 19:7), «para los hijos de nuestros hijos» (Dt 4:8-9), y como Jesús mismo enseñaría, la Torá es vigente «hasta que pasen los cielos y la Tierra» (Mt 5:18).

## Géneros literarios
El Antiguo Testamento es un texto muy complejo por estar compuesto por libros escritos en múltiples géneros y en distintas épocas históricas del pueblo hebreo.
En cuanto a la mayoría de los libros, se pueden reconocer cuatro tradiciones literarias que los componen (de acuerdo con la hipótesis documentaria):
- Yahvista, que hace uso del término Yahveh para referirse a Dios, al que presenta antropomórfico, manifestado de forma humana. Este género es probablemente propio del reino hebreo del sur o de Judá.
- Elohísta, que hace uso del término Elohim para referirse a Dios, al que presenta más intrascendente. Este género es probablemente propio del reino hebreo del norte o de Israel.
- Sacerdotal, que se centra en cuestiones del culto judaico, y que incluye el relato que se encuentra al principio de todo el Antiguo Testamento: la primera versión de la Creación en el libro del Génesis (la segunda versión de la Creación viene inmediatamente después y es de tradición yahvista).
- Deuteronómica, que se centra en el cumplimiento de la Ley, por haber sido escrita en lo que algunos han identificado como el hallazgo de la Ley en tiempos del rey Josías. Precisamente el libro del Deuteronomio pertenece a este género.[1]

Se pueden reconocer los siguientes géneros literarios en el Antiguo Testamento:
- Histórico: Abarca todos los textos en forma de relato. Incluye: historias reales, noveladas y ficticias; relatos populares (mitos, leyendas, sagas, cuentos); datos informativos, y biográficos; relatos que anuncian la venida del Mesías.
- Ley: Colecciones de normas y preceptos por los que se regía el pueblo hebreo, tanto en lo civil como en lo religioso.
- Profecía: Dichos y discursos pronunciados por un profeta (mensajero que habla en nombre de Dios). Incluye oráculos, relatos biográficos, visiones y acciones simbólicas.
- Lírica: Textos poéticos, generalmente en verso, que expresan sentimientos y vivencias profundos. Incluye cantos de amor, elegías de dolor, poemas de oración.
- Sabiduría: Colecciones de sentencias, proverbios, alegorías y refranes que expresan de forma popular y razonada la experiencia de vida propia del sabio.[2]

## Libros del Antiguo Testamento

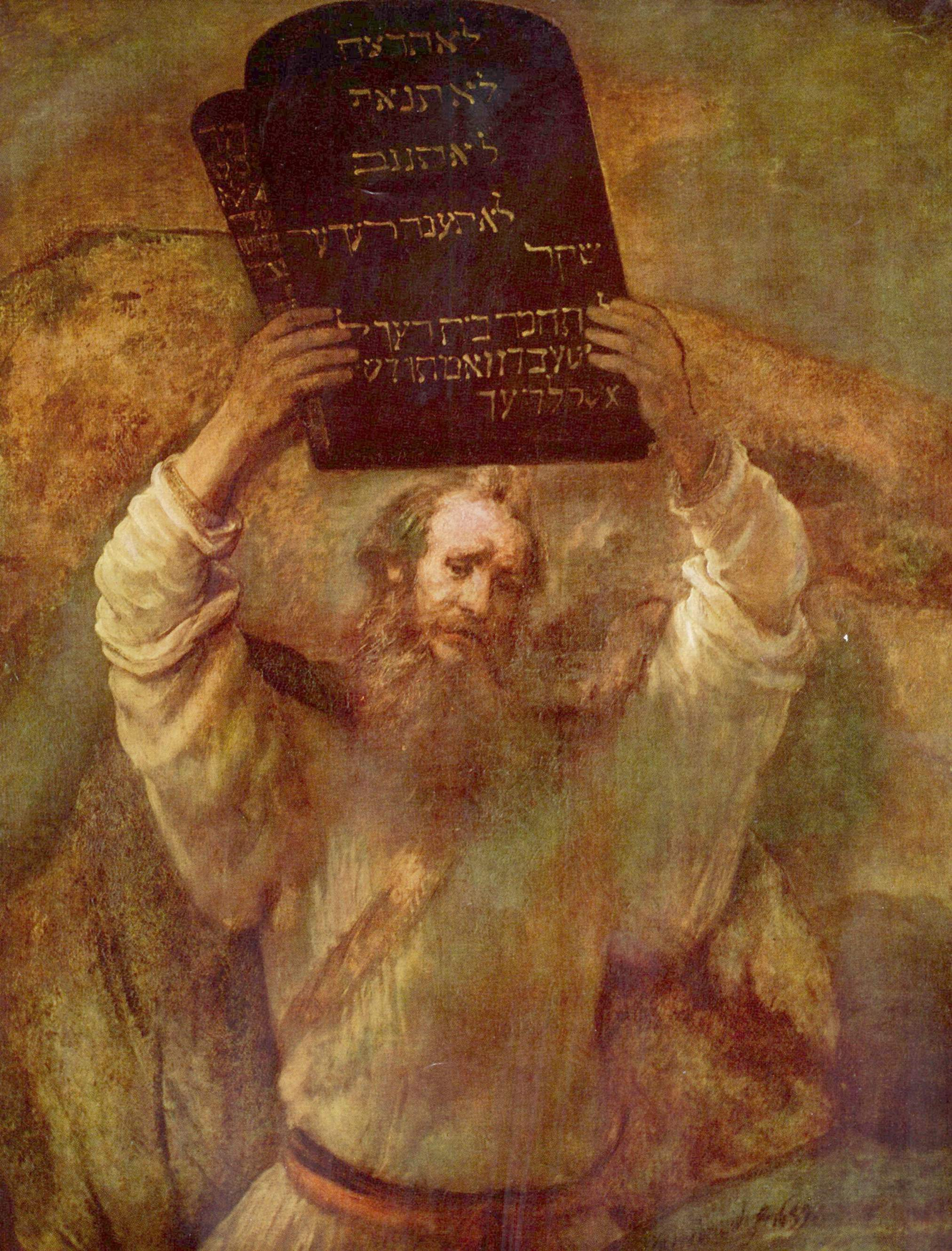
Moisés con las Tablas de la Ley, de Rembrandt.

### Pentateuco o Torá
1. Génesis: El libro del Génesis relata la historia de la creación del mundo, el relato de la caída de Adán y Eva del jardín del Edén, la narración del Diluvio Universal, la historia de la Torre de Babel, el llamado del patriarca Abraham y la aparición de las 12 tribus de Israel que terminarían viviendo en Egipto.
2. Éxodo: Los principales hechos del libro giran alrededor de la partida de los esclavos hebreos de Egipto, bajo el liderazgo de Moisés, y culmina fervorosamente con la entrega de la Sagrada Torá en el monte Sinaí.
3. Levítico: Este libro trata los temas de las leyes referidas a los sacrificios, la consagración de los sacerdotes y las leyes referidas a la pureza y santidad; mayormente mandamientos para los grupos levitas y sacerdotales.
4. Números: Este libro narra los mandamientos dados durante las estancias en el Sinaí, el desierto de Qades-Barnea y los llanos de Moab.
5. Deuteronomio: Este libro relata lo que sucedió desde la entrega de las Tablas de la Ley hasta la llegada a los llanos de Moab. Es considerado el discurso final de Moisés antes de morir.

### Libros Históricos
1. Libro de Josué: Este libro narra la conquista de la Tierra Prometida y el reparto que Josué efectúa entre las diversas tribus. Luego trata algunos temas de la Asamblea de Siquem y de las disposiciones de Josué. Es considerado libro profético en el canon judío.
2. Libro de los Jueces: Narra el período que va desde la muerte de Josué hasta el nacimiento de Samuel, un tiempo en que el pueblo de Israel ha abandonado su vida nómada y acaba de instalarse como semisedentarios primero y agricultores luego, habitando en casas de material o chozas de adobe. Es considerado libro profético en el canon judío.
3. Libro de Rut: El libro narra la historia de Elimélec, un efrateo de Belén de Judá que emigró con su familia al país de Moab. Su mujer se llamaba Noemí y sus hijos, Majlón y Quilión. Al morir Elimélec, sus dos hijos se casaron con Orpá y Rut de Moab, respectivamente.
4. Primer Libro de Samuel: Este libro cuenta la historia de Samuel y del reinado del rey Saúl hasta su muerte, incluyendo la guerra de los israelitas contra los filisteos y la gran hazaña del joven pastor David al derrotar al gigante Goliat. Es considerado libro profético en el canon judío.
5. Segundo Libro de Samuel: siendo la continuación de I Samuel, cuenta la historia de Israel a partir de la muerte del rey Saúl y el subsiguiente reinado de David, con un suplemento al final.
6. Primer Libro de los Reyes: Este libro cuenta la historia del reinado de Salomón, hijo de David y de los reinos de Judá e Israel. También se cuenta la historia del profeta Elías.
7. Segundo Libro de los Reyes: En este libro continúa la historia de los reinos de Judá e Israel desde la muerte de Salomón hasta la caída de Samaria y de Jerusalén, cabe resaltar que todos los reyes israelitas hicieron lo malo a los ojos de Dios, entre ellos, Jeroboam, Omrí, Ahab y Jezabel, Oseas y Joacaz. También relata los milagros del profeta Eliseo y al final del libro se continúa la historia para culminar en el Exilio de Babilonia.
8. I Crónicas o I Paralipómenos: Este libro en particular narra el período comprendido desde los orígenes hasta la muerte de David. Cuenta la historia desde Adán hasta Saúl en su primera mitad y luego la de David.
9. II Crónicas o II Paralipómenos: Este libro en particular narra el período comprendido entre la muerte de David y la liberación final. Cuenta la historia de cada rey de manera muy esquemática y no exhaustiva, indicando en general: nombre del padre, nombre de la madre, duración del reinado, sucesor, lugar de la sepultura, principales acontecimientos y sincronía de cada uno de los reyes de Israel.
10. Libro de Esdras: Esdras trata especialmente de la reconstrucción del Templo y de la organización legal del judaísmo.
11. Libro de Nehemías o II Esdras: este libro narra la reconstrucción de las murallas de Jerusalén, el arreglo del templo y las reformas llevadas a cabo por Nehemías.
12. Libro de Tobías: Es parte del canon católico y ortodoxo pero no del de la mayoría de las iglesias protestantes y la religión judía. Este libro relata el acompañamiento que el arcángel Rafael hace a un joven lleno de fe, que va a buscar esposa y finalmente se casa luego de sortear enormes dificultades con la ayuda del ángel enviado por Dios. Es una apología de los valores familiares y humanos.
13. Libro de Judit: Es parte del canon católico y ortodoxo, el libro cuenta la historia de Judit, hija de Merari en plena guerra de Israel contra el ejército asirio.
14. Libro de Ester: Es de gran valor entre el pueblo judío, ya que narra la salvación de los judíos de un exterminio inminente preparado por Haman el amalecita. Dicha salvación se conmemora con la fiesta de Purim.
15. I Macabeos: Forma parte del canon católico y ortodoxo pero no del canon protestante y judío. Macabeos narra el intento de helenizar por la fuerza a los judíos por parte de Antíoco IV Epífanes.
16. II Macabeos: El libro se centra en dos fiestas religiosas: la Dedicación del Templo luego de su reconstrucción (Jánuca), y el día en que Nicanor asedia el templo. También cuenta la historia de Heliodoro, y el martirio de Eléazaro, y de los siete hermanos y su madre. Las Iglesias que lo integran en el canon, encuentran afirmaciones de importancia, tales como el purgatorio, la existencia de los poderes angélicos, la  resurrección de los muertos, la oración por los difuntos, el mérito de los mártires, la comunión de los Santos y su intercesión, entre otras. Al igual que I Macabeos, es parte del canon católico y ortodoxo pero no de los protestantes y los judíos.

### Libros Sapienciales
1. Libro de Job: Este libro; cuenta la historia de Job (Biblia), un hombre justo y temeroso de Dios que es probado duramente para ver si negaba a Dios y se apartaba de él.
2. Libro de los Salmos: Este libro contiene salmos y oraciones, mayormente del rey David.
3. Proverbios: Son las enseñanzas de la filosofía teológica que enseñan al hombre a ser como los sabios y a vivir en consecuencia.
4. Eclesiastés: Es el compendio de las meditaciones de Salomón. Tras investigar la vida y ver que todo es vanidad, discurre que lo único importante en la vida es guardar la Palabra de Dios, por la cual seremos juzgados.
5. El Cantar de los Cantares: Trata de dos amantes, Salomón y Sulamit, que han sido obligados a separarse.
6. Libro de la Sabiduría:  pertenece al canon católico y ortodoxo. Este libro conocido como el libro de la sabiduría de Salomón se dirige a los hermanos de su autor alertándolos sobre la ruina a los que los conducirán la idolatría y el ateísmo si se dejasen llevar por ellos.
7. Libro del Eclesiástico: Llamado también  el Libro de la Sabiduría de Jesús, hijo de Sirac, este está dirigido a los judíos piadosos que quieran vivir la vida según la Ley, sin olvidar a los paganos que quieran saber lo que les espera al convertirse en buenos judíos. También pertenece únicamente al canon católico y ortodoxo.

### Libros Proféticos

#### Profetas mayores
1. Libro de Isaías: Este libro contiene profecías con muy vivos destellos de tempranos sueños y aspiraciones de una redención universal para todos los pueblos de la tierra. La exégesis moderna lo divide en al menos tres grandes colecciones de poemas proféticos (Capítulos 1-35, 40-55 y 56-66), y un apéndice histórico (Capítulos 36-39), en parte paralelo o retomado de partes o pasajes de II Reyes.
2. Libro de Jeremías: Este libro contiene la historia y profecías de Jeremías, un hidalgo judío sumamente sensible, que desde muy joven se sintió obligado a concienciar al pueblo de la necesidad de ser fieles y obedientes ante Dios. De manera insistente profetizó el exilio y destierro del pueblo y de los reyes de Judá por Nabucodonosor de Babilonia, por lo que muchas veces se metió en problemas con las autoridades civiles y religiosas del Reino de Judá.
3. Libro de las Lamentaciones: Este libro contiene cuatro lamentaciones acróstico-alefáticas, y una oración, escritas con motivo de la devastación de Jerusalén tras caer en las manos de Nabucodonosor II. Evocan vivamente los horrores del sitio, caída y destrucción de Jerusalén, y la insondable pena de ver a los judíos humillados, marchando hacia el exilio, llevados como ovejas por los conquistadores babilonios.
4. Libro de Baruc: Baruc o Baruj es un texto que pertenece al canon católico y ortodoxo pero no al de la mayoría de los protestantes y judíos. Es una serie de documentos adscritos a Baruc o Baruj, escriba y secretario del profeta Jeremías, en donde se alecciona a los judíos sobre cómo afrontar y sobrellevar el exilio y cautiverio con responsabilidad y dignidad, y lealtad al Señor. Numerosos autores, así como editores de los escritos bíblicos, presentan como un cuerpo de texto independiente del cuerpo de este libro de Baruc, el Capítulo 6, que contiene una Epístola adscrita al profeta Jeremías.
5. Libro de Ezequiel: En la introducción, Dios entrega al profeta los lineamientos de su misión profética, mientras que los capítulos siguientes detallan una larga serie de amenazas y futuros castigos para Jerusalén y Judá, para los falsos profetas y, en general, para todos los judíos que han pecado antes de la invasión de Nabucodonosor.
6. Libro de Daniel: Este libro es la suma de hasta doce distintos documentos que relatan historias y visiones adscritas a Daniel, un sabio y consejero judío del exilio que prestó sus servicios en las cortes de reyes babilonios. En el canon judío, el libro de Daniel no es considerado parte de los libros de los Profetas, sino como parte de los Ketuvim (Escritos inspirados por el Ruaj haKodesh). En el canon católico y ortodoxo se agrega la oración de Azarías, el cántico de los tres jóvenes, la historia de Susana y la del Dragón.

#### Profetas menores
1. Libro de Oseas: Este libro relata una profecía que se divide en dos partes.
2. Libro de Joel: El libro de Joel se encuentra dividido en dos partes claramente diferenciadas. En la primera, una devastadora plaga de langostas destruye el país, produciendo una celebración penitencial entre las víctimas. La segunda parte trata acerca de los frutos de la penitencia y de la liberación que anuncia una redención futura.
3. Libro de Amós: Este libro da un mensaje de advertencia hacia las naciones paganas y a los pecadores de Judá e Israel ya que serán juzgados por Yavé (Dios) y castigados, pero finalmente podrían ser perdonados.
4. Libro de Abdías: El libro de Abdías profetiza la venganza de Yavé contra Edom, que llegará en 312 con su conquista por parte de los árabes.
5. Libro de Jonás: El libro da cuenta del profeta Jonás y una historia bien conocida en la cual Dios manda a Jonás profetizar o predicar al pueblo de Nínive para persuadirlos de arrepentirse o recibir destrucción.
6. Libro de Miqueas: Este libro trata sobre el castigo de Dios sobre el reino del norte por pecados como: idolatría, adoración de Baal, sacrificios, rituales de niños, magia y encantamientos.
7. Libro de Nahúm: Nahúm profetiza la destrucción de Nínive, que simboliza la liberación de todas las esclavitudes.
8. Libro de Habacuc: Este libro narra los días finales del Imperio Asirio y el principio del dominio de Babilonia a escala mundial bajo Nabopolasar y su hijo Nabucodonosor.
9. Libro de Sofonías: El libro de Sofonías es una invitación a la penitencia y una afirmación del amor de Dios hacia el pueblo.
10. Libro de Hageo: Este libro trata principalmente de la reconstrucción del Templo y se divide en cuatro discursos o sermones que se encuentran en orden cronológico.
11. Libro de Zacarías: Este libro habla principalmente sobre la restauración del Templo y de Jerusalén y de la coronación del sumo sacerdote Josué.
12. Libro de Malaquías: Este es el último libro del Antiguo Testamento que reprocha las actitudes de las familias al separarse y el comportamiento de los sacerdotes por el no cumplimiento al culto divino.

### Tabla
Los libros en disputa, incluido en un canon, pero no en otros, a menudo se llaman apócrifos bíblicos, un término que se utiliza a veces para describir específicamente los libros incluidos en los cánones católicos y ortodoxos que están ausentes en el texto masorético judío y en las biblias protestantes más modernas. Los católicos, siguiendo el Canon de Trento (1546), describen estos libros como deuterocanónicos, mientras que los cristianos ortodoxos griegos, tras el Sínodo de Jerusalén (1672), utilizan el nombre tradicional de anagignoskomena, que significa “lo que ha de ser leído”. También están presentes en algunas versiones protestantes históricas: la Biblia alemana de Lutero incluía tales libros, al igual que la Biblia del rey Jacobo (1611).
| Tanaj (Biblia judía) (24 libros) Los libros en negrita forman parte del Ketuvim | Antiguo Testamento Protestante (39 libros) | Antiguo Testamento Iglesia católica (46 libros) | Antiguo Testamento Iglesia ortodoxa (51 libros) | Idioma original     |
| ------------------------------------------------------------------------------- | ------------------------------------------ | ----------------------------------------------- | ----------------------------------------------- | ------------------- |
| Torah                                                                           | Pentateuco o los Cinco Libros de Moisés    | Pentateuco o los Cinco Libros de Moisés         | Pentateuco o los Cinco Libros de Moisés         |                     |
| Bereishit                                                                       | Génesis                                    | Génesis                                         | Génesis                                         | Hebreo              |
| Shemot                                                                          | Éxodo                                      | Éxodo                                           | Éxodo                                           | Hebreo              |
| Vayikra                                                                         | Levítico                                   | Levítico                                        | Levítico                                        | Hebreo              |
| Bamidbar                                                                        | Números                                    | Números                                         | Números                                         | Hebreo              |
| Devarim                                                                         | Deuteronomio                               | Deuteronomio                                    | Deuteronomio                                    | Hebreo              |
| Nevi'im (Profetas)                                                              | Libros históricos                          | Libros históricos                               | Libros históricos                               |                     |
| Yehoshua                                                                        | Josué                                      | Josué                                           | Josué (Iesous)                                  | Hebreo              |
| Shofetim                                                                        | Jueces                                     | Jueces                                          | Jueces                                          | Hebreo              |
| Rut (Ruth)                                                                      | Rut                                        | Rut                                             | Rut                                             | Hebreo              |
| Shemuel                                                                         | 1 Samuel                                   | 1 Samuel (1 Reyes)                              | 1 Samuel (1 Reinos)                             | Hebreo              |
| Shemuel                                                                         | 2 Samuel                                   | 2 Samuel (2 Reyes)                              | 2 Samuel (2 Reinos)                             | Hebreo              |
| Melakhim                                                                        | 1 Reyes                                    | 1 Reyes (3 Reyes)                               | 1 Reyes (3 Reinos)                              | Hebreo              |
| Melakhim                                                                        | 2 Reyes                                    | 2 Reyes (4 Reyes)                               | 2 Reyes (4 Reinos)                              | Hebreo              |
| Divrei Hayamim (Crónicas)                                                       | 1 Crónicas                                 | 1 Crónicas (1 Paralipómenos)                    | 1 Crónicas (1 Paralipómenos)                    | Hebreo              |
| Divrei Hayamim (Crónicas)                                                       | 2 Crónicas                                 | 2 Crónicas (2 Paralipómenos)                    | 2 Crónicas (2 Paralipómenos)                    | Hebreo              |
|                                                                                 |                                            |                                                 | 1 Esdras                                        | Hebreo              |
| Ezra-Nehemiah                                                                   | Esdras                                     | Esdras (1 Esdras)                               | Esdras (2 Esdras)                               | Hebreo y Arameo     |
| Ezra-Nehemiah                                                                   | Nehemías                                   | Nehemías (2 Esdras)                             | Nehemías (2 Esdras)                             | Hebreo              |
|                                                                                 |                                            | Tobit (Tobias)                                  | Tobit (Tobias)                                  | Arameo (¿y Hebreo?) |
| Judith                                                                          | Judith                                     | Hebreo                                          |                                                 |                     |
| Esther                                                                          | Esther                                     | Esther                                          | Esther                                          | Hebreo              |
|                                                                                 |                                            | 1 Macabeos                                      | I Macabeos                                      | Hebreo              |
| 2 Macabeos                                                                      | II Macabeos                                | Griego                                          |                                                 |                     |
|                                                                                 | III Macabeos                               | Griego                                          |                                                 |                     |
| IV Macabeos                                                                     | Griego                                     |                                                 |                                                 |                     |
| Ketuvim (Escritos)                                                              | Libros sapienciales                        | Libros sapienciales                             | Libros sapienciales                             |                     |
| Iyov (Job)                                                                      | Job                                        | Job                                             | Job                                             | Hebreo              |
| Tehillim (Salmos)                                                               | Salmos                                     | Salmos                                          | Salmos                                          | Hebreo              |
|                                                                                 |                                            |                                                 | Oración de Manasés                              | Griego              |
| Mishlei (Proverbios)                                                            | Proverbios                                 | Proverbios                                      | Proverbios                                      | Hebreo              |
| Qoheleth (Eclesiastés)                                                          | Eclesiastés                                | Eclesiastés                                     | Eclesiastés                                     | Hebreo              |
| Shir Hashirim (Cantar de los Cantares)                                          | Cantar de Salomón                          | Cantar de los Cantares                          | Cantar de los Cantares (Aisma Aismaton)         | Hebreo              |
|                                                                                 |                                            | Sabiduría                                       | Sabiduría                                       | Griego              |
| Sirach (Eclesiástico)                                                           | Sirach                                     | Hebreo                                          |                                                 |                     |
| Nevi'im (Últimos Profetas)                                                      | Profetas mayores                           | Profetas mayores                                | Profetas mayores                                |                     |
| Yeshayahu                                                                       | Isaías                                     | Isaías                                          | Isaías                                          | Hebreo              |
| Yirmeyahu                                                                       | Jeremías                                   | Jeremías                                        | Jeremías                                        | Hebreo y Arameo     |
| Eikhah (Lamentaciones)                                                          | Lamentaciones                              | Lamentaciones                                   | Lamentaciones                                   | Hebreo              |
|                                                                                 |                                            | Baruc                                           | Baruc                                           | Hebreo              |
| Carta de Jeremías                                                               | Griego (opinión mayoritaria)               | Baruc                                           |                                                 |                     |
| Yekhezqel                                                                       | Ezequiel                                   | Ezequiel                                        | Ezequiel                                        | Hebreo              |
| Daniel                                                                          | Daniel                                     | Daniel                                          | Daniel                                          | Hebreo y Arameo     |
|                                                                                 | Profetas menores                           |                                                 |                                                 |                     |
| Los Doce o Trei Asar                                                            | Oseas                                      | Oseas                                           | Oseas                                           | Hebreo              |
| Los Doce o Trei Asar                                                            | Joel                                       | Joel                                            | Joel                                            | Hebreo              |
| Los Doce o Trei Asar                                                            | Amós                                       | Amós                                            | Amós                                            | Hebreo              |
| Los Doce o Trei Asar                                                            | Abdías                                     | Abdías                                          | Abdías                                          | Hebreo              |
| Los Doce o Trei Asar                                                            | Jonás                                      | Jonás                                           | Jonás                                           | Hebreo              |
| Los Doce o Trei Asar                                                            | Miqueas                                    | Miqueas                                         | Miqueas                                         | Hebreo              |
| Los Doce o Trei Asar                                                            | Nahum                                      | Nahum                                           | Nahum                                           | Hebreo              |
| Los Doce o Trei Asar                                                            | Habacuc                                    | Habacuc                                         | Habacuc                                         | Hebreo              |
| Los Doce o Trei Asar                                                            | Sofonías                                   | Sofonías                                        | Sofonías                                        | Hebreo              |
| Los Doce o Trei Asar                                                            | Hageo                                      | Hageo                                           | Hageo                                           | Hebreo              |
| Los Doce o Trei Asar                                                            | Zacarías                                   | Zacarías                                        | Zacarías                                        | Hebreo              |
| Los Doce o Trei Asar                                                            | Malaquías                                  | Malaquías                                       | Malaquías                                       | Hebreo              |

Varios libros incluidos en el canon ortodoxo también se encuentran en el apéndice de la Biblia Vulgata Latina, que fue en su momento la Biblia oficial de la Iglesia católica.
| Libros en el Apéndice de la Biblia Vulgata          |                                      |
| Nombre en la Vulgata                                | Nombre para los Ortodoxos orientales |
| 3 Esdras                                            | 1 Esdras                             |
| 4 Esdras                                            |                                      |
| Oración de Manasés                                  | Oración de Manasés                   |
| Salmo de David, en el que mata a Goliat (Salmo 151) | Salmo 151                            |

## El Antiguo Testamento en el catolicismo
La Iglesia católica siempre ha considerado los libros del Antiguo Testamento como inspirados. El Misal Tridentino de 1570 no consideraba lecturas del Antiguo Testamento los domingos ni en las fiestas mayores, dicho misal estuvo vigente hasta 1962. En el Concilio Vaticano II se realizó un resumen del aspecto histórico-salvífico y del sentido de las experiencias del pueblo judío como fundamento de su inclusión en las fuentes de la revelación cristiana:

Dios amantísimo, buscando y preparando solícitamente la salvación de todo el género humano, con singular favor se eligió un pueblo, a quien confió sus promesas. Hecho, pues, el pacto con Abraham (cf. Gn 15, 18) y con el pueblo de Israel por medio de Moisés (cf. Éx 24, 8), de tal forma se reveló con palabras y con obras a su pueblo elegido como el único Dios verdadero y vivo, que Israel experimentó cuáles fueran los caminos de Dios con los hombres y, hablando el mismo Dios por los profetas, los entendió más hondamente y con más claridad de día en día, y los difundió ampliamente entre las gentes (cf. Sal 21, 28-29; 95, 1-3; Is 2, 1-4; Jr 3, 17). La economía, pues, de la salvación pronunciada, narrada y explicada por los autores sagrados, se conserva como verdadera palabra de Dios en los libros del Antiguo Testamento; por lo cual estos libros inspirados por Dios conservan un valor perenne.
Conc. Vaticano II, Const. Dei Verbum, 14

## Elaboración del canon
El Antiguo Testamento o Tanaj comenzó el proceso que establecería el canon o lista de obras reconocidas en el 450 a. C. y terminó en el concilio de Yavne (96 d. C.), por el Sanedrín del primer siglo. Aunque el concilio de Yavne fue más una confirmación que canonización. El último libro en ser canonizado fue el libro de Daniel, en Yavne (Yamnia). Cuando se debatió si Cantar de los Cantares era simplemente un idilio amoroso, Rabí Akiva se levantó en su defensa (ver Halajá) diciendo que Salomón estaba hablando inspirado por el Espíritu Santo, como un Midrash (romance metafórico) entre Dios y el pueblo de Israel.También, por motivos similares se planteó la aceptación o rechazo de Eclesiastés y el rollo de Ester. El Sanhedrín consideró que Ester y Salomón estaban dotados del espíritu de profecía. Rabí Hanina (siglo I) tuvo un arduo trabajo alineando la teología del libro de Ezequiel con la Ley de Moisés. Gracias a eso al final el libro también fue aceptado en el canon.
El Sanedrín terminó listando a aquellos que escribieron el Tanaj:

“Moisés escribió la Torá y Job. Josué escribió su libro y (según ciertos sabios) los últimos 8 versos de Deuteronomio. El libro de Josué fue terminado por Eleazar y Finees. Samuel escribió su libro, Jueces y Rut. El libro de Samuel fue terminado por Gad y el profeta Natán. David escribió el libro de los Salmos, agregando sus cantos a los libros de los ancianos (Adam (Sal 139:16), Melquizedec (Sal 110), Abraham (Sal 89), Moisés (Sal 90), Heman, Jedutún, Asaf y los tres hijos de Coré). Jeremías escribió su libro, Lamentaciones y Reyes. Ezequías y sus compañeros editaron los libros de Isaías, y de Salomón (proverbios, Cantar de los Cantares y Eclesiastés). Los hombres de la gran asamblea, (450 a.c.) editaron el libro de Ezequiel, los doce profetas menores, Daniel y el rollo de Ester (aunque estos fuesen originalmente escritos o dictados por sus respectivos autores). Esdras escribió su libro y las genealogías del libro de Crónicas. Crónicas fue terminado por Nehemías, hijo de Hacalías”.

(Talmud; Bava Batra 14b-15a)

Más allá del Tanaj, no se considera canónico ningún libro, como dijera el Sanedrín:

“Cuando Hageo, Zacarías, y Malaquías murieron, el Espíritu Santo dejó Israel”.

El cristianismo naciente no utilizaba el canon del Sanedrín,[cita requerida] sino que utilizaba la versión griega llamada la Septuaginta. Por esta razón, la Iglesia católica y la Iglesia ortodoxa conservaron los llamados libros deuterocanónicos, que formaban parte del canon en las comunidades judías fuera de Israel (Palestina en el momento). Por su parte, siglos después, el protestantismo, surgido durante el siglo XVI, rechazó el canon que utilizase la Iglesia católica y prefirió usar el canon del Sanedrín para su Antiguo Testamento.

## LasEscrituras hebreassegún los Testigos de Jehová
Los testigos de Jehová, a partir de una exégesis del texto de Pablo de Tarso, usan la expresión «Escrituras hebreoarameas» o «Escrituras hebreas». Afirman que el contexto del párrafo y el sentido de la expresión griega correspondiente (διαθήκη / diathḗkē) alude al Pentateuco o Torá. Así, la expresión «Testamento» se referiría solo a esos libros y no al conjunto de la Biblia (sea el Antiguo o el Nuevo Testamento) a lo que se añade el hecho de que la expresión «Nuevo Testamento» no aparece en ninguna parte de la Biblia. Por este motivo, los Testigos de Jehová prefieren utilizar la expresión «Escrituras hebreas» para referirse a la versión del Antiguo Testamento, y «Escrituras griegas cristianas» para referirse al Nuevo.En cuanto a los nombres de cada libro se utiliza el habitual en la tradición cristiana occidental, con la relativa excepción del Apocalipsis, el último libro de la Biblia, para el cual prefieren usar la traducción literal del griego: Revelación, según el uso de las Biblias en inglés, con excepciones.